# 明石医療センター
社会医療法人愛仁会明石医療センター（しゃかいいりょうほうじんあいじんかい あかしいりょうセンター）は、兵庫県明石市にある医療機関。社会医療法人の運営による民間病院である。旧国立明石病院の国立神戸病院との統合により、明石市医師会が経営を引き継いだ。兵庫県では3番目（兵庫県立淡路医療センター、神戸赤十字病院に次ぐ）となる地域医療支援病院の承認を受ける。

## 沿革
1923年に開設された加古川第一陸軍病院を起源とする。1945年の陸軍解体によって病院は内務省を通じて厚生省に移管され、国立大久保病院として発足し、1951年に国立明石病院と改称した。国立病院・療養所の再編成計画に伴い、国立明石病院は国立神戸病院と統合し、国立神戸病院（現・国立病院機構神戸医療センター）となり、国立明石病院の経営は明石市医師会に移譲された。

### 年表
- 2001年3月1日 - 社団法人明石市医師会立明石医療センターとして開院。
- 2005年3月28日 - 日本医療機能評価機構による認定を受ける（一般200床以上500床未満:Ver4.0）。
- 2009年3月18日 - 地域医療支援病院の承認を受ける。
- 2011年4月1日 - 開設主体を「医療法人社団明石医療センター」に変更する。
- 2015年1月 - 開設主体が社会医療法人明石医療センターと改称する。
- 2016年4月 - 社会医療法人明石医療センターが社会医療法人愛仁会と合併。

## 診療科
- 総合内科
- 呼吸器内科
- 循環器内科
- 消化器内科
- 腎臓内科
- 糖尿病・内分泌内科
- 外科
- 呼吸器外科
- 心臓血管外科
- 整形外科
- 脳神経外科
- 産婦人科
- リハビリテーション科
- 小児科
- 放射線科
- 病理診断科
- 眼科
- 泌尿器科
- 麻酔科
- 救急科
- 集中治療科

## 医療機関の指定等
- 保険医療機関
- 労災保険指定医療機関
- 指定自立支援医療機関（更生医療・育成医療）
- 身体障害者福祉法指定医の配置されている医療機関
- 生活保護法指定医療機関
- 特定疾患治療研究事業委託医療機関
- 公害医療機関
- 母体保護法指定医の配置されている医療機関
- 地域医療支援病院
- 臨床研修指定病院
- DPC対象病院
- 救急告示病院

## 交通アクセス
- 山陽電気鉄道本線中八木駅下車、徒歩8分。
- JR西日本山陽本線大久保駅下車、徒歩15分。

## 明石市内の病院
- 明石市立市民病院
- 兵庫県立がんセンター